# Qt Creator
Qt Creator ist eine integrierte Entwicklungsumgebung (IDE) für GNU/Linux, macOS und Windows.

## Eigenschaften
Qt Creator ist eine C++/Qt-Entwicklungsumgebung, die besonders für die Entwicklung von plattformunabhängigen C++-Programmen und QML-Oberflächen mit der Qt-Bibliothek gedacht ist.
Bei Verwendung der Qt-Bibliotheken sind die Projekte auf Linux, Mac OS X und auch Windows lauffähig, ohne Änderungen am Quellcode vornehmen zu müssen (sogenannte source code portability).
Eigenschaften von Qt Creator:
- Quellcode-Editor mit Syntaxhervorhebung und Autovervollständigung.
- Projektverwaltung
- Versions-Control-Plugins
- GUI-Designer
- Debugger
- Qt-Dokumentation
- Beispielprogramme